# 호림익

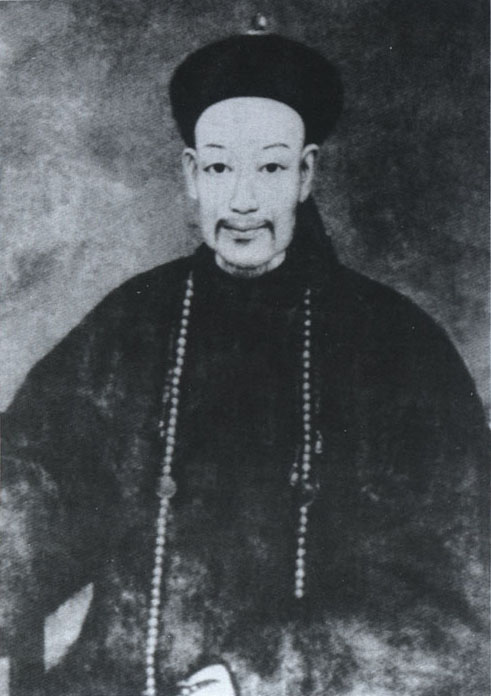
호림익

호림익(중국어 정체자: 胡林翼, 병음: Hu Linyi, 1812년 – 1861년)은 청나라 말기의 관리이다. 자는 윤지(潤之), 후난성 익양 사람이다. 강동 지역에서 군 지휘자의 자리를 맡았다. 여담으로 솔직하고 활달한 사람이였다한다.

## 생애
1836년, 진사가 되었고, 1838년에는 한림원 편수가 되었다. 그 후, 귀주성 안순 · 진원의 지부가 되어, 묘족의 봉기와 호남성 이원발의 난을 진압했다. 호남 순무 장량기, 낙병장으로부터 높은 평가를 받고 초빙되었으나, 귀주에 머물렀다.
1854년 귀동도(貴東道)가 되었고, 귀주의 향용 천 명을 이끌고 호남성, 강서성의 태평천국군과 전투를 벌였다. 1855년에 호북 포정사에 임명되었다. 그 직후, 태평천국이 다시 무창을 함락시켰기 때문에 호림익과 증국번이 탈환에 나섰다. 1856년에 탈환에 성공하여 그 공적으로 호북순무에 임명되었다.
1857년에는 황주에 침입한 진옥성 군을 이겼다. 1858년, 구강을 함락시키고 안경을 포위했다. 그러나 11월에 호림익군의 주력 이속빈의 부대가 삼하 전투에서 괴멸되면서, 병력을 후퇴시켰다.
이듬해 증국번과 함께 군사를 사분하여 안휘성을 침공했다. 1861년 봄, 태평천국군이 호북에 들어가자 부대를 이끌고 구원에 나섰다. 그동안 증국전이 안경으로 진격하여 9월에 함락시켰다. 그러나 호림익은 같은 달 말에 무창에서 병사했다.
증국번, 이홍장, 좌종당과 함께 청나라 ‘중흥의 명신’으로 불렸고, 문충(文忠)이라는 시호를 주어졌다.
저서로는 《독사병력》(讀史兵略)이 있다.